# Grand Prix-wegrace van Japan 1989
De Grand Prix-wegrace van Japan 1989 was de eerste race van het wereldkampioenschap wegrace voor motorfietsen in het seizoen 1989. De races werden verreden op 26 maart 1989 op de Suzuka International Racing Course, 50 kilometer ten zuidwesten van Nagoya. In Japan kwamen zoals gebruikelijk de 500cc- en de 250cc-klasse aan de start, maar voor het eerst sinds het seizoen 1967 ook de 125cc-klasse.

| Wayne Rainey                   |
| Eddie Lawson                   |
| Wayne Gardner                  |
| Niall Mackenzie                |
| Christian- en Dominique Sarron |
| Tadahiko Taira                 |
| Norihiko Fujiwara              |
| Freddie Spencer                |
| Randy Mamola                   |

## Algemeen
De trainingsuren gingen deels verloren door het wisselvallige weer in de dagen voor de race. Niet alleen de regen, maar ook de harde windvlagen zorgden ervoor dat het lang onduidelijk was wie nu eigenlijk de snelste rijders met de snelste machines waren. Zoals altijd hadden Honda en Yamaha een flink aantal Japanse wildcardrijders ingeschreven voor de 250- en de 500cc-klasse, maar Honda had nu duidelijk ook grote plannen met de 125cc-klasse en daar startten veertien Japanners, waarvan er negen in de top tien finishten. De Japanse Grand Prix trok 84.000 toeschouwers. 

## 500cc-klasse

### De training
Wayne Rainey had lang de snelste trainingstijd op zijn naam staan, maar op het laatste moment reed Tadahiko Taira ruim een halve seconde sneller en hij was de enige met een tijd onder de 2"12'. Eddie Lawson reed slechts de tiende tijd, maar hij had veel last van zijn schouder- en handblessures die hij tijdens de ingelaste testdagen van Honda had opgelopen. Wayne Gardner reed weliswaar de vierde tijd (snelste Honda-rijder), maar zijn beide Honda NSR 500's misten 10 km/uur aan topsnelheid. 

#### Trainingstijden
| Pos | Coureur             | Merk                               | Tijd     |
| --- | ------------------- | ---------------------------------- | -------- |
| 1.  | Tadahiko Taira      | Tech 21-Yamaha                     | 2"11'866 |
| 2.  | Wayne Rainey        | Roberts-Lucky Strike-Yamaha        | 2"12'420 |
| 3.  | Kevin Schwantz      | Pepsi-Suzuki                       | 2"12'658 |
| 4.  | Wayne Gardner       | Rothmans-HRC-Honda                 | 2"12'988 |
| 5.  | Kevin Magee         | Roberts-Lucky Strike-Yamaha        | 2"13'251 |
| 6.  | Mick Doohan         | Rothmans-HRC-Honda                 | 2"13'989 |
| 7.  | Pierfrancesco Chili | Gallina-HB-HRC-Honda               | 2"14'071 |
| 8.  | Niall Mackenzie     | Agostini-Marlboro-Yamaha           | 2"14'271 |
| 9.  | Freddie Spencer     | Agostini-Marlboro-Yamaha           | 2"14'311 |
| 10. | Eddie Lawson        | Kanemoto Racing-Rothmans-HRC-Honda | 2"14'346 |

### De race
Vanaf de tweede startrij vertrok Freddie Spencer als snelste, maar in de eerste bocht werd hij al gepasseerd door Wayne Rainey, die per ronde een seconde won op de concurrentie. In de tweede ronde passeerde Kevin Schwantz Spencer ook. Tot de zevende ronde reed Spencer voor in het veld, maar daarna begon zijn Yamaha in te houden en kwam hij plotseling als achttiende door. Op dat moment begon Schwantz in te lopen op Rainey. Nog acht ronden later had hij Rainey achterhaald. De Honda's kwamen er toen al niet meer aan te pas. Nieuweling Mick Doohan was de snelste van hen tot hij door een gebroken zuiger uitviel. Wayne Gardner lag op de derde plaats, maar hij maakte een aantal fouten. Hij startte slecht, vocht zich terug naar de derde plaats tot hij in Spoon Curve rechtdoor schoot en naar de veertiende plaats zakte. Opnieuw vocht hij zich terug naar de derde plaats, maar toen verloor zijn achterband grip. Hij reed door het gras, miste de vangrail maar net en kwam als vierde achter Eddie Lawson op de baan terug. Hij moest nog vijf ronden met vreselijke pijn rijden omdat zijn testikels op de tank waren geslagen. Vlak voor het einde van de race nam Schwantz de leiding over van Rainey. De laatste ronden van Kevin Schwantz waren spectaculair: meerdere malen schoof de achterkant van zijn Suzuki weg of kwam het vermogen zo plotseling in dat hij een ongewilde wheelie maakte. Toch kon Rainey niet profiteren en hij moest genoegen nemen met de tweede plaats. Later verklaarde hij dat hij op de starttoren had gezien dat er nog twee ronden te gaan waren, waardoor hij verrast werd door de finishvlag. 
| Pos | Coureur                      | Merk                               | Tijd      | Grid | Punten |
| --- | ---------------------------- | ---------------------------------- | --------- | ---- | ------ |
| 1   | Kevin Schwantz               | Pepsi-Suzuki                       | 48"48'374 | 3    | 20     |
| 2   | Wayne Rainey                 | Roberts-Lucky Strike-Yamaha        | +0'427    | 2    | 17     |
| 3   | Eddie Lawson                 | Kanemoto Racing-Rothmans-HRC-Honda | +30'676   | 10   | 15     |
| 4   | Wayne Gardner                | Rothmans-HRC-Honda                 | +35'193   | 4    | 13     |
| 5   | Kevin Magee                  | Roberts-Lucky Strike-Yamaha        | +36'424   | 5    | 11     |
| 6   | Niall Mackenzie              | Agostini-Marlboro-Yamaha           | +39'545   | 8    | 10     |
| 7   | Christian Sarron             | Gauloises-Sonauto-Yamaha           | +48'478   | 11   | 9      |
| 8   | Tadahiko Taira               | Tech 21-Yamaha                     | +48'541   | 1    | 8      |
| 9   | Norihiko Fujiwara            | Tech 21-Yamaha                     | +1"09'283 | 16   | 7      |
| 10  | Shin'ichi Itō                | Seed-HRC-Honda                     | +1"09'284 | 12   | 6      |
| 11  | Bubba Shobert                | Cabin-HRC-Honda USA                | +1"19'992 | 14   | 5      |
| 12  | Ron Haslam                   | Pepsi-Suzuki                       | +1"23'883 | 13   | 4      |
| 13  | Shunji Yatsushiro            | Pentax-HRC-Honda                   | +1"25'878 | 19   | 3      |
| 14  | Freddie Spencer              | Agostini-Marlboro-Yamaha           | +1"26'000 | 9    | 2      |
| 15  | Kunio Machii                 | Yamaha                             | +1"29'480 | 15   | 1      |
| 16  | Randy Mamola                 | Cagiva Corse                       | +1"45'800 | 17   |        |
| 17  | Shinji Katayama              | UCC-Yamaha                         | +1"46'240 | 22   |        |
| 18  | Dominique Sarron             | ELF-ROC-HRC-Honda                  | +2"12'130 | 23   |        |
| 19  | Katsunori Shinozaki          | Suzuki                             | +1 ronde  | 26   |        |
| 20  | Marco Gentile                | Fior-Marlboro-Yamaha               | +1 ronde  | 27   |        |
| 21  | Keiji Kinoshita              | Honda                              | +1 ronde  | 28   |        |
| 22  | Kenmei Matsumoto             | Honda                              | +2 ronden | 30   |        |
| 23  | Fernando González De Nicolás | Club Cross Pozuelo-Honda           | +2 ronden | 31   |        |

| Coureur             | Merk                    | Oorzaak      | Grid |
| ------------------- | ----------------------- | ------------ | ---- |
| Doug Polen          | Yoshimura-Suzuki        | Remproblemen | 20   |
| Alessandro Valesi   | Iberna-Yamaha           |              | 24   |
| Osamu Hiwatashi     | Schick Advantage-Suzuki |              | 18   |
| Hikaru Miyagi       | Ajinomoto-Honda         |              | 21   |
| Norio Iobe          | Honda                   |              | 25   |
| Mick Doohan         | Rothmans-HRC-Honda      | Zuiger       | 6    |
| Pierfrancesco Chili | Gallina-HB-HRC-Honda    | Val          | 7    |

| Coureur          | Merk                | Grid |
| ---------------- | ------------------- | ---- |
| Simon Buckmaster | Team Katayama-Honda | 29   |

| Coureur           | Merk                             | Oorzaak |
| ----------------- | -------------------------------- | ------- |
| Adrien Morillas   | ELF-ROC-HRC-Honda                | [ 1 ]   |
| Romolo Balbi      | Honda                            |         |
| Fabio Biliotti    | Team Katayama-Honda              |         |
| Massimo Broccoli  | Cagiva Corse                     |         |
| Roger Burnett     | Rothmans-HRC-Honda               | [ 2 ]   |
| Luca Cadalora     | Agostini-Marlboro-Yamaha         | [ 3 ]   |
| Thierry Crine     | Konica Minolta-Suzuki            | [ 4 ]   |
| Cees Doorakkers   | Honda                            |         |
| Sepp Doppler      | Honda                            |         |
| Michael Dowson    | Yamaha                           |         |
| Ernst Gschwender  | Suzuki Deutschland               |         |
| Bruno Kneubühler  | Römer-Honda                      |         |
| John Kocinski     | Roberts-Yamaha                   | [ 5 ]   |
| Eddie Laycock     | Millar-Honda                     |         |
| Andreas Leuthe    | Librenti-Suzuki                  |         |
| Peter Lindén      | Flygvapnet-Eurovan Germany-Honda |         |
| Juan López Mella  | Xunta-Honda                      |         |
| Alois Meyer       | Rallye Sport-Honda               |         |
| Rob McElnea       | Cabin-HRC-Honda                  | [ 6 ]   |
| Fred Merkel       | Gallina-HB-HRC-Honda             |         |
| Jose Morillas     | Honda                            |         |
| Alberto Rota      | Yamaha                           |         |
| Michael Rudroff   | Rallye Sport-Honda               |         |
| Niggi Schmassmann | Technotron-Honda                 |         |

## 250cc-klasse

### De training
De Yamaha YZR 250's hadden nieuwe motorblokken met één krukas. Vijf van deze machines trainden zich in de top tien, waarbij John Kocinski de snelste was voor Toshihiko Honma. Debutant Tadayuki Okada was de snelste Honda-rijder voor regerend wereldkampioen Sito Pons. Veel Aprilia-rijders kwamen niet aan goede tijden toe omdat ze last hadden van brekende krukassen. 

#### Trainingstijden
| Pos | Coureur              | Merk                        | Tijd     |
| --- | -------------------- | --------------------------- | -------- |
| 1.  | John Kocinski        | Roberts-Yamaha              | 2"17'042 |
| 2.  | Toshihiko Honma      | Yamaha                      | 2"17'187 |
| 3.  | Tadayuki Okada       | Cabin-HRC-Honda             | 2"17'723 |
| 4.  | Sito Pons            | Campsa-JJ Cobas-HRC-Honda   | 2"17'748 |
| 5.  | Luca Cadalora        | Agostini-Marlboro-Yamaha    | 2"17'787 |
| 6.  | Juan Garriga         | Nieto-Ducados-Repsol-Yamaha | 2"18'403 |
| 7.  | Jean-Philippe Ruggia | Gauloises-Sonauto-Yamaha    | 2"18'430 |
| 8.  | Jacques Cornu        | Lucky Strike-ELF-HRC-Honda  | 2"18'679 |
| 9.  | Carlos Cardús        | Repsol-HRC-Honda España     | 2"18'846 |
| 10. | Martin Wimmer        | Hein Gericke-Aprilia-Rotax  | 2"18'984 |

### De race
Aanvankelijk namen Toshihiko Honma en Tadayuki Okada de leiding in de race, terwijl John Kocinski in de achtervolgende groep met Jean-Philippe Ruggia, Carlos Cardús, Sito Pons, Luca Cadalora, Reinhold Roth, Martin Wimmer, Jim Filice, Juan Garriga, Masumitsu Taguchi, Junzo Suzuki en Loris Reggiani zat. Na vijf ronden had Kocinski de leiding echter al in handen, maar hij kon niet echt weglopen van zijn achtervolgers. Dat wilde hij ook niet, want hij spaarde zijn banden voor de laatste ronden. Uiteindelijk kon alleen Pons hem volgen. Garriga viel terug door een kleine vastloper en ook Okada moest bij de kopgroep afhaken. Cadalora was weliswaar tevreden met de derde plaats, maar verweet Giacomo Agostini dat hij zijn team niet in Japan had laten trainen. 
| Pos | Coureur              | Merk                            | Tijd      | Grid | Punten |
| --- | -------------------- | ------------------------------- | --------- | ---- | ------ |
| 1   | John Kocinski        | Roberts-Yamaha                  | 46"04'294 | 1    | 20     |
| 2   | Sito Pons            | Campsa-JJ Cobas-HRC-Honda       | +1'022    | 4    | 17     |
| 3   | Luca Cadalora        | Agostini-Marlboro-Yamaha        | +6'773    | 5    | 15     |
| 4   | Toshihiko Honma      | Yamaha                          | +6'774    | 3    | 13     |
| 5   | Jean-Philippe Ruggia | Gauloises-Sonauto-Yamaha        | +14'134   | 7    | 11     |
| 6   | Tadayuki Okada       | Cabin-HRC-Honda                 | +22'998   | 3    | 10     |
| 7   | Toshinobu Shiomori   | Yamaha                          | +35'637   | 12   | 9      |
| 8   | Carlos Cardús        | Repsol-HRC-Honda España         | +35'696   | 9    | 8      |
| 9   | Jacques Cornu        | Lucky Strike-ELF-HRC-Honda      | +39'689   | 8    | 7      |
| 10  | Juan Garriga         | Nieto-Ducados-Repsol-Yamaha     | +41'270   | 6    | 6      |
| 11  | Jim Filice           | HRC-Honda                       |           | 15   | 5      |
| 12  | Helmut Bradl         | HB-Römer-HRC-Honda              |           | 23   | 4      |
| 13  | Masahiro Shimizu     | Ajinomoto-HRC-Honda             |           | 17   | 3      |
| 14  | Didier de Radiguès   | Aprilia-Rotax                   |           | 20   | 2      |
| 15  | Junya Arai           | Honda                           |           | 14   | 1      |
| 16  | Masumitsu Taguchi    | Honda                           |           | 18   |        |
| 17  | Paolo Casoli         | Pileri-AGV-Honda                |           | 21   |        |
| 18  | Masaru Kobayashi     | Honda                           |           | 13   |        |
| 19  | Loris Reggiani       | HB-HRC-Honda                    |           | 29   |        |
| 20  | Junzo Suzuki         | Honda                           |           | 11   |        |
| 21  | Martin Wimmer        | Hein Gericke-Aprilia-Rotax      |           | 10   |        |
| 22  | Kyoji Nanba          | Yamaha                          |           | 16   |        |
| 23  | Jochen Schmid        | Honda                           |           | 26   |        |
| 24  | Daniel Amatriaín     | Team Katayama-Ducados-HRC-Honda |           | 30   |        |
| 25  | Harald Eckl          | Römer-Aprilia-Rotax             |           | 35   |        |
| 26  | Fabio Barchitta      | Rudy Project-Aprilia-Rotax      |           | 41   |        |
| 27  | August Auinger       | Project Consult-Yamaha          |           | 37   |        |
| 28  | Alberto Rota         | FMI-Aprilia-Rotax               |           | 40   |        |
| 29  | Kevin Mitchell       | Yamaha                          |           | 36   |        |
| 30  | Javier Cardelús      | JJ Cobas-Rotax                  |           | 28   |        |
| 31  | Gary Cowan           | Docshop-Yamaha                  |           | 39   |        |

| Coureur                   | Merk                        | Oorzaak | Grid |
| ------------------------- | --------------------------- | ------- | ---- |
| Alberto Puig              | Nieto-Ducados-Yamaha        | Motor   | 22   |
| Reinhold Roth             | HB-Römer-HRC-Honda          | Val     | 19   |
| Iván Palazzese            | Aprilia-Rotax               |         | 32   |
| Patrick van den Goorbergh | Docshop-Yamaha              | Val     | 34   |
| Fausto Ricci              | FMI-Aprilia-Rotax           |         | 31   |
| Luis Lavado               | Yamaha                      |         | 38   |
| Yoshiari Hori             | Honda                       |         | 25   |
| Alex Barros               | McDonald's-Venemotos-Yamaha | Val     | 27   |
| Andreas Preining          | Aprilia-Rotax               |         | 33   |

| Coureur        | Merk   | Oorzaak  | Grid |
| -------------- | ------ | -------- | ---- |
| Manfred Herweh | Yamaha | Blessure | 24   |

| Coureur             | Merk   |
| ------------------- | ------ |
| Jeffrey Sayle       | Yamaha |
| Carlos Lavado       | Honda  |
| Jean-François Foray | Yamaha |
| Andy Leisner        | Honda  |
| Matt Blair          | Yamaha |

| Coureur           | Merk               |
| ----------------- | ------------------ |
| Daryl Beattie     | Honda              |
| Hans Becker       | Yamaha             |
| Alain Bronec      | Aprilia-Rotax      |
| Stefano Caracchi  | Honda              |
| Renzo Colleoni    | Aprilia-Rotax      |
| Marcellino Lucchi | Aprilia-Rotax      |
| Adrien Morillas   | Yamaha             |
| Maurizio Vitali   | Honda              |
| Wilco Zeelenberg  | Samson-Sharp-Honda |

## 125cc-klasse

### De training
De training voor de 125cc-klasse was een echte Japanse aangelegenheid. Honda maakte nog steeds geen echte fabrieksracers, hoewel Ezio Gianola en Hans Spaan wel wat speciale onderdelen hadden. Gianola was de snelste, maar Spaan had problemen met zijn banden en de afstelling van de machine, waardoor hij slechts de elfde tijd reed. Verder kon alleen Jorge Martínez zich tussen de Japanners nestelen met de vierde starttijd. Met de 125cc-Aprilia's wilde het maar niet lukken. Zij reden de 22e, 23e, 24e en 35e trainingstijd.

#### Trainingstijden
| Pos | Coureur            | Merk                      | Tijd     |
| --- | ------------------ | ------------------------- | -------- |
| 1.  | Ezio Gianola       | Pileri-AGV-Honda          | 2"26'981 |
| 2.  | Masayuki Hirose    | Honda                     | 2"27'317 |
| 3.  | Fuyuki Yamazaki    | Honda                     | 2"27'432 |
| 4.  | Jorge Martínez     | Nieto-Ducados-Cepsa-Derbi | 2"28'039 |
| 5.  | Hisashi Unemoto    | Fukuda-Honda              | 2"28'744 |
| 6.  | Toshiyuki Okamoto  | Honda                     | 2"28'771 |
| 7.  | Shin'ichi Fujiyama | Honda                     | 2"28'998 |
| 8.  | Kinya Wada         | Honda                     | 2"29'272 |
| 9.  | Yousuke Yamakawa   | Honda                     | 2"29'312 |
| 10. | Koji Takada        | Fukuda-Honda              | 2"29'468 |

### De race
Ezio Gianola nam meteen de leiding voor Hisashi Unemoto, Jorge Martínez en de goed gestarte Hans Spaan. Martínez moest echter al na een ronde stoppen door een gebroken schakelpedaal. Spaan reed per ronde twee seconden sneller dan in de training, maar hij kon Gianola niet bedreigen. Wel drong hij door naar de tweede plaats voor Unemoto en diens teamgenoot Kojii Takada. Spaan maakte zich los van zijn achtervolgers, tot zijn machine door een defecte ontsteking stilviel. Zo deden Gianola, Unemoto en Takada goede zaken, want de overige kanshebbers in het WK scoorden nauwelijks punten.
| Ezio Gianola   |
| Jorge Martínez |
| Hans Spaan     |

| Pos | Coureur             | Merk                       | Tijd      | Grid | Punten |
| --- | ------------------- | -------------------------- | --------- | ---- | ------ |
| 1   | Ezio Gianola        | Pileri-AGV-Honda           | 39"20'646 | 1    | 20     |
| 2   | Hisashi Unemoto     | Fukuda-Honda               | +21'129   | 5    | 17     |
| 3   | Kojii Takada        | Fukuda-Honda               | +21'269   | 10   | 15     |
| 4   | Masayuki Hirose     | Honda                      | +21'827   | 2    | 13     |
| 5   | Kenishi Yoshida     | Honda                      | +28'954   | 14   | 11     |
| 6   | Masato Shima        | Honda                      | +36'456   | 18   | 10     |
| 7   | Yutaka Fujiwara     | Honda                      | +49'589   | 13   | 9      |
| 8   | Kazuaki Yamashita   | Honda                      | +49'829   | 15   | 8      |
| 9   | Shin'ichi Fujiyama  | Honda                      | +54'444   | 7    | 7      |
| 10  | Kasuya Yamada       | Honda                      | +58'109   | 12   | 6      |
| 11  | Fausto Gresini      | FMI-Marlboro-Aprilia-Rotax |           | 23   | 5      |
| 12  | Robin Milton        | Honda                      |           | 28   | 4      |
| 13  | Allan Scott         | Honda                      |           | 30   | 3      |
| 14  | Luis Miguel Reyes   | Marlboro-Honda             | +1"25'270 | 19   | 2      |
| 15  | Adi Stadler         | Honda                      |           | 33   | 1      |
| 16  | Johnny Wickström    | Honda                      |           | 36   |        |
| 17  | Robin Appleyard     | Honda                      |           | 29   |        |
| 18  | Corrado Catalano    | Gazzaniga-Rotax            |           | 38   |        |
| 19  | Kazunari Wada       | Honda                      |           | 21   |        |
| 20  | Heinz Lüthi         | Honda                      |           | 31   |        |
| 21  | Krysztof Galatowicz | Honda                      |           | 34   |        |
| 22  | Lucio Pietroniro    | Honda                      |           | 25   |        |
| 23  | Gerhard Waibel      | Honda                      |           | 41   |        |
| 24  | Mike Leitner        | Honda                      |           | 40   |        |

| Coureur            | Merk                      | Oorzaak         | Grid |
| ------------------ | ------------------------- | --------------- | ---- |
| Fuyuki Yamazaki    | Honda                     | Vastloper       | 3    |
| Toshiyuki Okamoto  | Honda                     |                 | 6    |
| Yousuke Yamakawa   | Honda                     |                 | 9    |
| Jorge Martínez     | Nieto-Ducados-Cepsa-Derbi | Versnellingsbak | 4    |
| Stefan Dörflinger  | Marlboro-Aprilia-Rotax    | Motor           | 35   |
| Hans Spaan         | Samson-Sharp-Honda        | Ontsteking      | 11   |
| Herri Torrontegui  | Honda                     | Motor           | 16   |
| Rafael Roses       | Metrakit-JJ Cobas-Rotax   | Val             | 17   |
| Thierry Feuz       | Honda                     |                 | 26   |
| Alex Bedford       | EMC-Rotax                 |                 | 32   |
| Domenico Brigaglia | Garelli                   |                 | 37   |
| Julián Miralles    | Nieto-Ducados-Cepsa-Derbi | Vastloper       | 27   |
| Stefan Prein       | Honda                     |                 | 20   |
| Kinya Wada         | Honda                     |                 | 8    |
| Bruno Casanova     | FMI-Aprilia-Rotax         |                 | 22   |

| Coureur        | Merk                    | Oorzaak  | Grid |
| -------------- | ----------------------- | -------- | ---- |
| Emilio Cuppini | Garelli                 |          | 24   |
| Makoto Moroga  | Honda                   |          | 39   |
| Àlex Crivillé  | Marlboro-JJ Cobas-Rotax | Blessure | 42   |

| Coureur           | Merk           | Grid |
| ----------------- | -------------- | ---- |
| Valerio Vivarelli | Rotax          | 43   |
| Juan Bolart       | JJ Cobas-Rotax | 44   |

| Coureur             | Merk           |
| ------------------- | -------------- |
| Hubert Abold        | Honda          |
| Gabriele Debbia     | Aprilia-Rotax  |
| Hervé Duffard       | Honda          |
| Stuart Edwards      | Honda          |
| Josef Fischer       | Honda          |
| Bady Hassaine       | Honda          |
| Jean-Pierre Jeandat | Honda          |
| Flemming Kistrup    | Honda          |
| Dirk Raudies        | Honda          |
| Taru Rinne          | Servisco-Honda |
| Doriano Romboni     | Honda          |
| Ian Saunders        | Honda          |
| Jean-Claude Selini  | Honda          |
| Alfred Waibel       | Honda          |

## Trivia

### Carlos Lavado
Voor Carlos Lavado bleek geen plaats meer te zijn bij het team van Venemotos, de Venezolaanse Yamaha-importeur. Hij verscheen zonder motorfiets in Japan, maar trainde met hulp van een Japanse sponsor toch met een productie-Honda RS 250. Hij wist zich echter niet te kwalificeren.

### Kevin Schwantz
Kevin Schwantz kwam met de schrik vrij toen hij met een scooter door het rennerskwartier reed en werd aangereden door een Japanse Formule 3-coureur. Schwantz hield er wat schaafwonden aan over, maar zijn scooter was in tweeën gebroken. 
1962 · 1963 · 1964 · 1965 · 1966 · 1967 · 1987 · 1988 · 1989 · 1990 · 1991 · 1992 · 1993 · 1994 · 1995 · 1996 · 1997 · 1998 · 1999 · 2000 · 2001 · 2002 · 2003 · 2004 · 2005 · 2006 · 2007 · 2008 · 2009 · 2010 · 2011 · 2012 · 2013 · 2014 · 2015 · 2016 · 2017 · 2018 · 2019 · 2022 · 2023 · 2024 · 2025